# 维克托·邦达列夫
维克托·尼古拉耶维奇·邦达列夫（俄語：Виктор Николаевич Бондарев，羅馬化：Viktor Nikolaevich Bondarev，1959年12月7日—），俄羅斯空軍將領，在前空军总司令亚历山大·泽林上将經总统梅德韦杰夫颁布命令、解除职务并免除军籍后，邦达列夫于2012年5月6日上任俄罗斯空军总司令。2015年8月1日改组后出任空天军总司令，2017年9月26日被解职。现为俄罗斯联邦委员会国防和安全委员会主席。

## 生平
邦达列夫在1977年参加苏联空军，参加过1979年苏联在阿富汗的战争。1981年他毕业于鲍里索格列布斯克的鲍里斯航空机组人员训练中心，1992年毕业于加加林空军学院。2000年4月21日獲授俄罗斯联邦英雄称号。2004年，他毕业于总参谋长军事学院。
邦达列夫作为第899守卫攻击航空团的指挥官参加过第一次车臣战争和第二次车臣战争。2006年5月，他担任第14空防集团军副司令，2008年6月任司令，2011年7月上任俄罗斯空军参谋长兼第一副总司令。2012年4月27日，梅德韦杰夫总统颁布命令，解除了俄空军总司令亚历山大·泽林上将的职务，邦达列夫继任空军总司令。同年8月9日获得中将军衔。2014年8月11日获得上将军衔。
2015年8月1日，俄罗斯空军和俄罗斯空天防卫军合并为俄罗斯空天军，邦达列夫出任空天军总司令。
2017年9月26日被解除职务，继任者是谢尔盖·苏洛维金上将。2017年9月27日当选俄罗斯联邦委员会国防和安全委员会主席。